# Хеганес
Хеганес (швед. Höganäs) град је у Шведској, у јужном делу државе. Град је у оквиру Сканског округа, где је једно од значајнијих средишта. Хеганес је истовремено и седиште истоимене општине.

## Природни услови
Град Хеганес се налази у јужном делу Шведске и Скандинавског полуострва. Од главног града државе, Стокхолма, град је удаљен 570 км југозападно. Од првог већег града, Малмеа, град се налази свега 90 км северно.
Хеганес се развио у најјужнијој покрајини Шведске, Сканији, која је по својим природним одликама више подсећа на средњоевропска подручја, плодна је и густо насељена. Градско подручје је равничарско, а надморска висина се креће око 0-10 м. Град је на мору и излази на Оресундски мореуз и смештен на Кулабершком полуострву.

## Историја
Подручје Хеганеса било је насељено још у време праисторије, али је данашње насеље није имало већи значај до краја 18. века. Тада је ту пронађен угаљ, који се почео вадити. После тога насеље се почело развијати са проласком железнице и развојем индустрије керамике.
Насеље је коначно добило градска права 1936. године.

## Становништво
Хеганес је данас град средње величине за шведске услове. Град има око 14.000 становника (податак из 2010. г.), а градско подручје, тј. истоимена општина има око 25.000 становника (податак из 2012. г.). Последњих деценија број становника у граду лагано расте.
До средине 20. века Хеганес су насељавали искључиво етнички Швеђани. Међутим, са јачањем усељавања у Шведску, становништво града је постало шароликије, али, опет, мање него у случају већих градова у држави.

## Привреда
Данас је Хеганес савремени град са посебно развијеном индустријом (посебно производња керамике). Последње две деценије посебно се развијају трговина, услуге и туризам.

## Збирка слика
- Главни трг Хеганеса
- Главна градска црква
- Градско пристаниште
- Градски музеј